# حلقة علم
حلقة علم أو حلقة تشير في المصطلحات الإسلامية إلى حلقة علم أو حلقة ذكر، وهي مجالس واجتماعات دينية لذكر الله ودراسة العلم الإسلامي والقرآن.

## الوصف

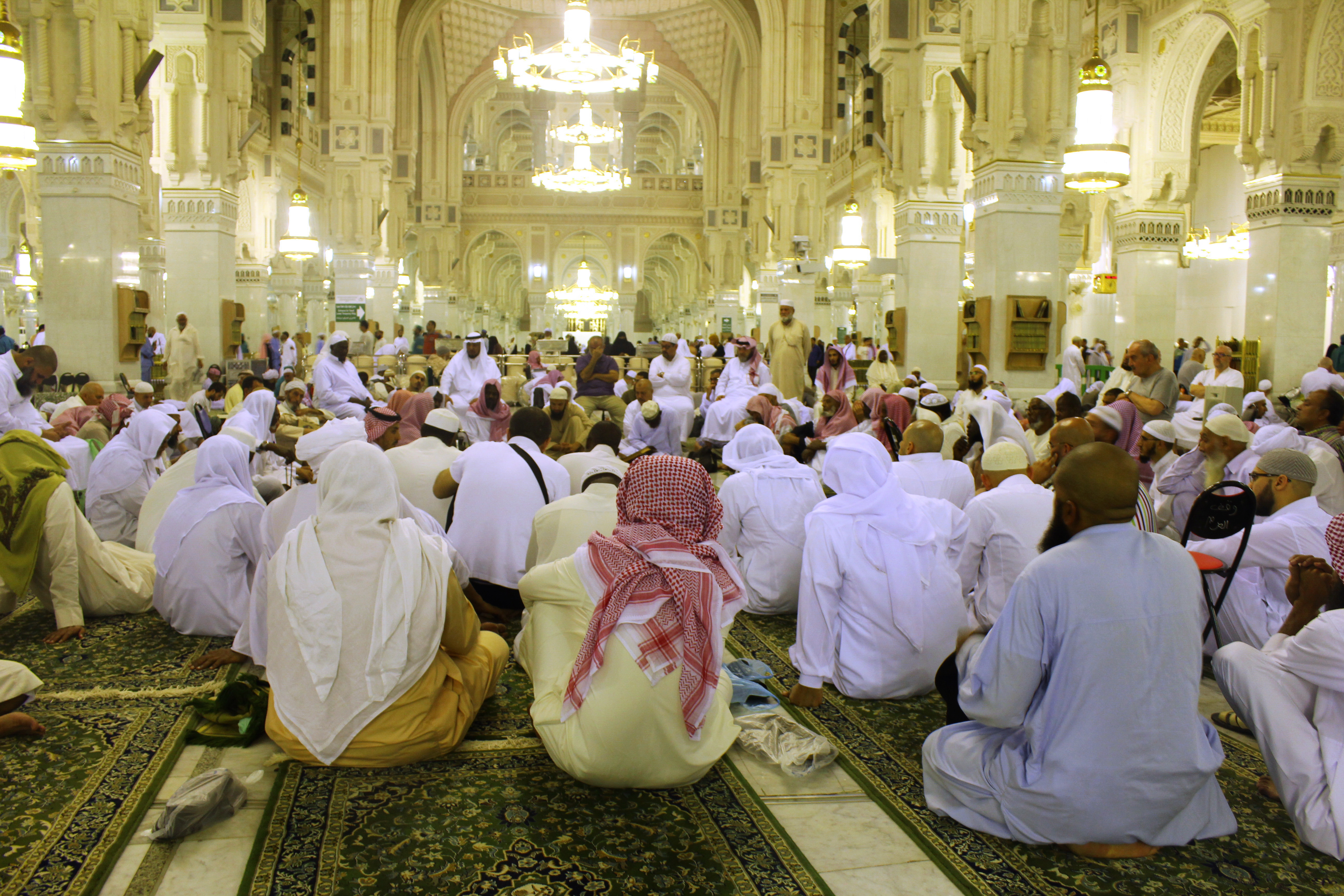
حلقة علم داخل المسجد الحرام في مكة المكرمة، السعودية

تجرى حلقات العلم في دور العبادة والمساجد وخاصة عقب الصلاة، يتم فيها الاستماع لفضائل الأحاديث النبوية والعلوم الشرعية والإسلام.
يشارك في حلقات العلم متحدث أو أكثر يعرضون مواضيع محددة للحلقة بينما يجلس الآخرون حولهم، ويشارك الحاضرون في المناقشات ويطرحون الأسئلة.

## في القرآن الكريم
حث القرآن الكريم على حلقات العلم والذكر في الإسلام قال تعالى: {فَاسْأَلُوا أَهْلَ الذِّكْرِ إِنْ كُنتُمْ لا تَعْلَمُونَ}. (الأنبياء: الآية 7).

## في الحديث
يقول النبي صلى الله عليه وسلم: "إذا مررتم برياض الجنة فارتعوا قالوا: يا رسول الله، وما رياض الجنة؟ قال: حلق الذكر".
وقال النبي صلى الله عليه وسلم: "ما اجتمع قوم في بيت من بيوت الله يتلون كتاب الله، ويتدارسونه فيما بينهم إلا نزلت عليهم السكينة، وغشيتهم الرحمة، وحفتهم الملائكة، وذكرهم الله فيمن عنده".